# Labyrinthe membraneux

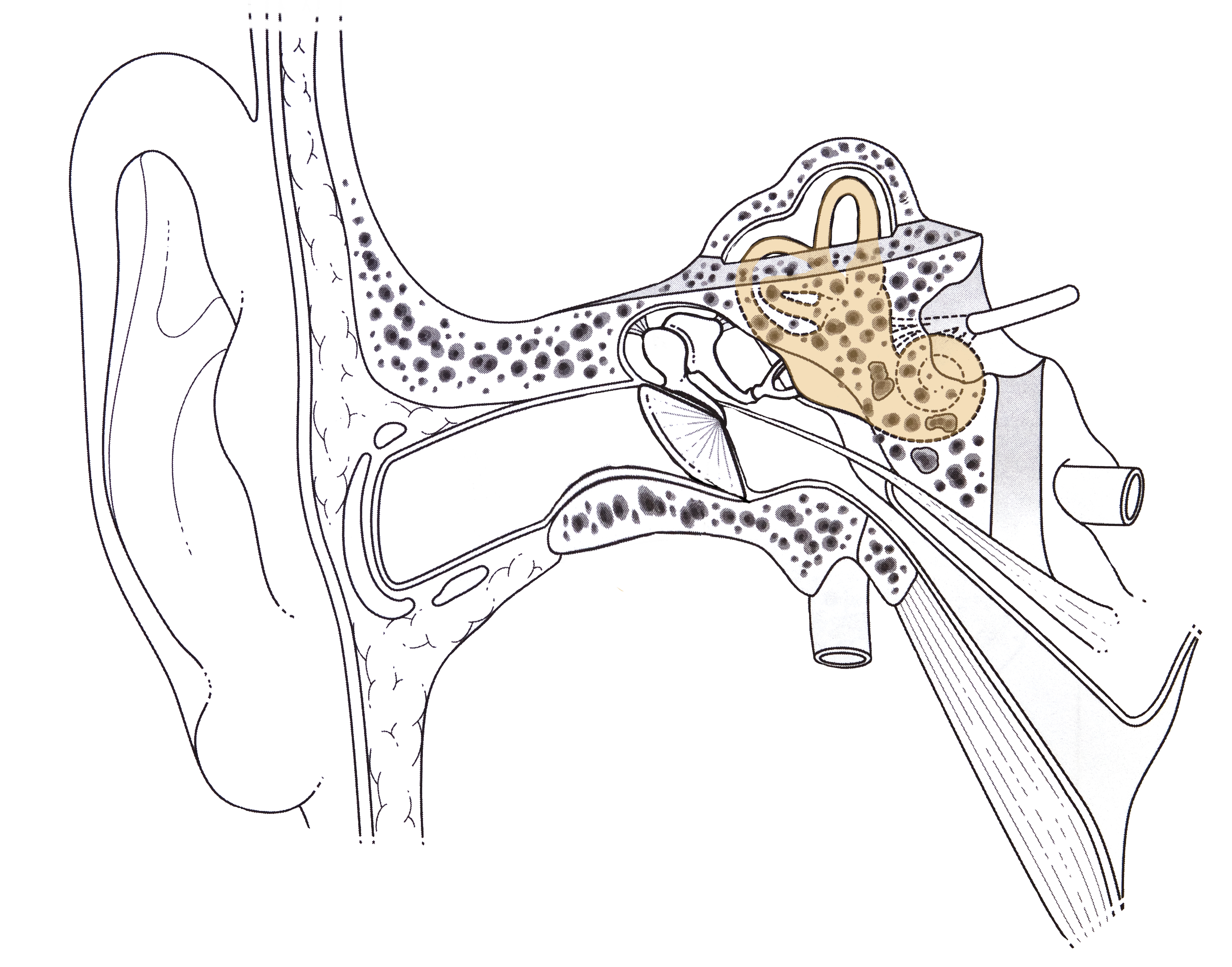
Localisation de l'oreille interne.

Le labyrinthe membraneux est un ensemble complexe de cavités et de conduits communiquant entre eux situé dans l'oreille interne.
Le labyrinthe membraneux est constitué d’un réseau de petites poches contenant l’endolymphe (liquide de nature lymphatique) et comprenant les canaux semi-circulaires (qui constituent les organes de l’équilibration), le vestibule avec l’utricule et le saccule ainsi que le conduit cochléaire (qui est l’organe de l’audition).

## Étymologie
Le labyrinthe membraneux est sans doute appelé ainsi à cause de sa structure qui présente des similitudes avec celle des labyrinthes (structure architecturale).